# David Buckel
David Stroh Buckel (13. června 1957 – 14. dubna 2018) byl americký aktivista a právník. Studoval na Cornell Law School, kterou dokončil roku 1987. Studoval na střední škole Batavia a následně vstoupil na University of Rochester, kde absolvoval v roce 1980. Jako advokát obhajoval práva homosexuálů a LGBT lidí. Byl hlavním advokátem v případu transgenderového muže Brandony Teeny, který byl roku 1993 zavražděn. Coby environmentalista pracoval v organizaci NYC Compost Project. Dne 14. dubna 2018 se upálil v newyorském Prospect Parku. U jeho těla byla nalezena obálka, v níž uvedl důvod svého činu, který zároveň poslal do redakce novin The New York Times. Důvodem sebeupálení bylo přílišné používání fosilních paliv; ve zprávě uvedl, že velké množství lidí kvůli znečištěnému vzduchu předčasně umírá, což demonstroval právě svým upálením. V době úmrtí mu bylo šedesát let.